# Municipio de Arrowhead
El municipio de Arrowhead (en inglés: Arrowhead Township) es un municipio ubicado en el condado de St. Louis en el estado estadounidense de Minnesota. En el año 2010 tenía una población de 223 habitantes y una densidad poblacional de 1,2 personas por km².

## Geografía
El municipio de Arrowhead se encuentra ubicado en las coordenadas 46°51′39″N 92°44′31″O / 46.86083, -92.74194. Según la Oficina del Censo de los Estados Unidos, el municipio tiene una superficie total de 185.58 km², de la cual 183,65 km² corresponden a tierra firme y (1,04 %) 1,92 km² es agua.

## Demografía
Según el censo de 2010, había 223 personas residiendo en el municipio de Arrowhead. La densidad de población era de 1,2 hab./km². De los 223 habitantes, el municipio de Arrowhead estaba compuesto por el 93,72 % blancos, el 2,69 % eran afroamericanos, el 3,14 % eran amerindios, el 0,45 % eran asiáticos. Del total de la población el 0,45 % eran hispanos o latinos de cualquier raza.